# Pine Valley (Kalifornia)
Pine Valley – jednostka osadnicza w Kalifornii, w hrabstwie San Diego w regionie Mountain Empire. Według spisu z (2000) roku miejscowość miała 1 501 mieszkańców.